# Conolophia persimilis
Conolophia persimilis là một loài bướm đêm trong họ Geometridae.